# Sky Express (Греція)
Sky Express — грецька авіакомпанія. Заснована в 2005 році. Базується в Іракліоні.

## Історія
Компанія створена в 2005 році кількома колишніми керівниками авіакомпанії Olympic Airlines. У липні 2005 року вона почала діяльність, яка включала регулярні, чартерні, вантажні рейси, повітряне таксі, служби медичної допомоги та екскурсійні польоти. Вантажний підрозділ компанії, яка проіснувала до 2007 року, займалося перевезенням вантажів між Європою та країнами Близького Сходу.

## Флот
Флот Sky Express (Греція) станом на лютий 2018 року:

## Маршрутна мережа
Всі рейси авіакомпанії Sky Express — внутрішні. Більшість з них виконується з проміжними посадками. Станом на квітень 2012 року компанія обслуговує наступні напрямки.
- Іракліон — Родос — Самос — Хіос — Лесбос — Лемнос;
- Іракліон — Ікарія — Лемнос — Салоніки;
- Іракліон — Афіни — Скірос — Салоніки;
- Іракліон — Афіни — Козані — Касторія;
- Іракліон — Кос;
- Іракліон — Закінф — Кефалонія — Превеза — Керкіра;
- Іракліон — Сітія — Превеза / Александруполіс.

При цьому тільки на ділянках від Іракліона до Афін і Родосу польоти виконуються щодня, все інше — по днях тижня.

## Події
12 лютого 2009 року літаків BAe Jetstream 31 зазнав аварії при посадці в аеропорту Іракліона, повертаючись з Родосу. Ніхто з 15 пасажирів і 3 членів екіпажу не постраждав, але літак отримав істотні пошкодження і був списаний.